# 康妮·瓦斯穆特
康妮·瓦斯穆特（德語：Conny Waßmuth，1983年4月4日—），德国女子皮划艇运动员。她曾代表德国参加2008年和2016年夏季奥林匹克运动会皮划艇比赛，其中2008年奥运会获得一枚金牌。